# Honey, This Mirror Isn't Big Enough for the Two of Us
"Honey, This Mirror Isn't Big Enough for the Two of Us"는 마이 케미컬 로맨스의 첫 번째 싱글 음반이자 데뷔 음반 I Brought You My Bullets, You Brought Me Your Love에 수록된 2번째 트랙이다.

## 노래
이 노래는 약물 복용, 알코올 의존증 등 프론트맨 제라드 웨이의 지난 과거들을 다룬 노래이며, 주로 동생인 마이키 웨이의 전 여자친구의 관계를 기반으로 만들어졌는데, “You won't fuck my friends” (넌 내 친구가 되지 않으려 했어) 와 “We're not working out” (우린 끝나지 않았어) 등의 가사로 담겨있다. 비록 추측일지라도 곡의 컨셉 이야기는 두 주인공 관계가 나빠진 뒤 서로 헤어지고, 떠나는 식으로 전개된다.

## 수록곡
1. "Honey, This Mirror Isn't Big Enough for the Two of Us" - 3:53
2. "This Is the Best Day Ever" - 2:14

## 뮤직 비디오
뮤직 비디오를 처음으로 선보인 것은 2002년 I Brought You My Bullets, You Brought Me Your Love 발매 후 음반 발매 기념 모임과 온라인에서 선보였으나 2005년 9월 23일 뮤직 비디오가 포함된 재발매판이 발매되기 이전까지 널리 알려지진 않았다. 마크 드비악이 감독을 맡았으며 일부 장면은 미이케 다카시 감독의 작품인 일본 영화 〈오디션〉의 장면을 사용하였다.